# Hoschaja
Rav Hoschaja (hebräisch רַב הוֹשַׁעְיָה רַבָּה Rav Hōschaʿjah Rabba), im pal. Talmud gewöhnlich Oschaja, Sohn des Chama bar Bisa (אוֹשַׁעְיָה בַּר חמה Ōschaʿjah bar Chamah), zur Unterscheidung vom Amoräer der 3. Generation auch Hoschaja Rabba („der Große, Ältere“) genannt, war ein jüdischer Gelehrter des Altertums, wird zu den palästinischen Amoräern der 1. Generation  gezählt und lebte und wirkte im dritten nachchristlichen Jahrhundert, zunächst in Sepphoris, später in Caesarea, wo er eine Schule leitete.
Er war Schüler des Bar Qappara und des R. Chijja, Lehrer Jochanans.
Er sammelte, wie auch Chijja und Bar Qappara, auf ausgedehnten Reisen unermüdlich Mischnajot, die sich u. a. in der Baraita, Tosefta und auch im Talmud selbst finden, wodurch er ein einflussreicher Lehrer wurde. Diese Mischnajot halfen zuweilen, lange schwelende Streitfragen zu lösen (bab Schabbat 145 b). Hoschaja gilt auch als einer der Urheber des Midrasch Rabba.